# Taylor Gold
Taylor Riley Gold (Steamboat Springs, 17 de noviembre de 1993) es un deportista estadounidense que compite en snowboard, especialista en la prueba de halfpipe. Consiguió dos medallas en los X Games de Invierno.

## Medallero internacional
| \| X Games de Invierno \| X Games de Invierno \| X Games de Invierno \| X Games de Invierno \| \| Año \| Lugar \| Medalla \| Prueba \| \| ------------------- \| ---------------------- \| ------------------- \| ------------------- \| \| 2017 \| Aspen (Estados Unidos) \| Medalla de bronce \| Superpipe \| \| 2020 \| Aspen (Estados Unidos) \| Medalla de oro \| Superpipe session \| |                        |                   |                   |
| X Games de Invierno |                        |                   |                   |
| Año | Lugar                  | Medalla           | Prueba            |
| 2017 | Aspen (Estados Unidos) | Medalla de bronce | Superpipe         |
| 2020 | Aspen (Estados Unidos) | Medalla de oro    | Superpipe session |